# Biesenthal
Biesenthal er en by i landkreis Barnim i Brandenburg, Tyskland. Det er det administrative sæde for Amtet Biesenthal-Barnim.

## Geografi
Byen ligger ved floden Finow, omkring 31 km nordøst for Berlins centrum. Det omkringliggende Biesenthal-bassin er en del af Barnim Plateauet og Barnim Naturpark, kendetegnet ved talrige bakker og glacialsøer, der stammer fra Weichsel-istiden.

## Historie
I den tidlige middelalder blev regionen bosat af vendere. Den blev erobret af Askanske markgrever af Brandenburg, og Bizdal blev nævnt første gang i et skøde fra 1258. Et lokalt sogn var allerede dokumenteret i 1265; den nuværende kampestenskirke er sandsynligvis opført på dette tidspunkt. Bosættelsen på Via Imperii (en) handelsruten til Berlin blev tildelt markedsrettigheder af markgreve Johann 5. i 1315.
Et slot blev nævnt i 1337, det blev købt af Hohenzollern kurfyrsten Johann George af Brandenburg i 1577. Dets ruiner blev ryddet væk, og efter trediveårskrigen var der kun jordvægge tilbage. I 1907 blev der opført et udsigtstårn (Kaiser-Friedrich-Turm) på slotsbakken.
Fra 1815 til 1947 var Biesenthal en del af den preussiske Provinsen Brandenburg. Den økonomiske udvikling blev afgørende fremmet ved åbningen af Berlin-Szczecin-jernbanen der åbnede i 1843.